# NCK2
NCK2 (англ. NCK adaptor protein 2) – білок, який кодується однойменним геном, розташованим у людей на короткому плечі 2-ї хромосоми.  Довжина поліпептидного ланцюга білка становить 380 амінокислот, а молекулярна маса — 42 915.
| 10         |  | 20         |  | 30         |  | 40         |  | 50         |
| ---------- |  | ---------- |  | ---------- |  | ---------- |  | ---------- |
| MTEEVIVIAK |  | WDYTAQQDQE |  | LDIKKNERLW |  | LLDDSKTWWR |  | VRNAANRTGY |
| VPSNYVERKN |  | SLKKGSLVKN |  | LKDTLGLGKT |  | RRKTSARDAS |  | PTPSTDAEYP |
| ANGSGADRIY |  | DLNIPAFVKF |  | AYVAEREDEL |  | SLVKGSRVTV |  | MEKCSDGWWR |
| GSYNGQIGWF |  | PSNYVLEEVD |  | EAAAESPSFL |  | SLRKGASLSN |  | GQGSRVLHVV |
| QTLYPFSSVT |  | EEELNFEKGE |  | TMEVIEKPEN |  | DPEWWKCKNA |  | RGQVGLVPKN |
| YVVVLSDGPA |  | LHPAHAPQIS |  | YTGPSSSGRF |  | AGREWYYGNV |  | TRHQAECALN |
| ERGVEGDFLI |  | RDSESSPSDF |  | SVSLKASGKN |  | KHFKVQLVDN |  | VYCIGQRRFH |
| TMDELVEHYK |  | KAPIFTSEHG |  | EKLYLVRALQ |  |            |  |            |

A: Аланін

C: Цистеїн

D: Аспарагінова кислота

E: Глутамінова кислота

F: Фенілаланін

G: Гліцин

H: Гістидин

I: Ізолейцин

K: Лізин

L: Лейцин

M: Метіонін

N: Аспарагін

P: Пролін

Q: Глутамін

R: Аргінін

S: Серин

T: Треонін

V: Валін

W: Триптофан

Кодований геном білок за функцією належить до фосфопротеїнів. 
Задіяний у таких біологічних процесах як регуляція трансляції, ацетиляція. 
Локалізований у цитоплазмі, ендоплазматичному ретикулумі.